# Дуальні комплексні числа
|    | i   | εj | εk  |
| -- | --- | -- | --- |
| i  | −1  | εk | −εj |
| εj | -εk | 0  | 0   |
| εk | εj  | 0  | 0   |

Дуальні комплексні числа — чотиривимірні гіперкомплексні числа виду {\displaystyle \ a+bi+c\varepsilon j+d\varepsilon k,} де
{\displaystyle \ a,b,c,d} — дійсні числа,
{\displaystyle \ i,j,k} — уявні одиниці такі як у кватерніона.
{\displaystyle \varepsilon } — уявна одиниця дуальних чисел ({\displaystyle \varepsilon ^{2}=0}).
Дуальне комплексне число можна записати у вигляді {\displaystyle \ (a+bi)+(c+di)\varepsilon j=A+B\varepsilon j,} де
{\displaystyle \ A,B} — комплексні числа.